# FC Dinamo Batumi
El FC Dinamo Batumi o simplement Dinamo Batumi és un club de futbol de la ciutat de Batumi, a Geòrgia, que competeix a l'Erovnuli Liga. Disputa els seus partits com a local al Batumi Stadium (anomenat oficialment Adjarabet Arena).
Va ser fundat el 1923. Evolució del nom:
- 1923: Futbol'nyj Klub Dinamo Batumi
- 1990: Sapekhburto K'lubi Batumi
- 1994: Sapekhburto K'lubi Dinamo Batumi

## Palmarès
- Lliga soviètica de Geòrgia (2):[3]
  - 1938, 1940
- Supercopa georgiana de futbol (2):
  - 1998, 2022
- Copa georgiana de futbol (1):
  - 1998
- Lliga georgiana de futbol (2): 
  - 2021, 2023